# Hernandia drakeana
Hernandia drakeana là một loài thực vật thuộc họ Hernandiaceae. Đây là loài đặc hữu của Polynésie thuộc Pháp.